# Hynobius maoershanensis
Espèce
Statut de conservation UICN

 CR  : 
En danger critique
Hynobius maoershanensis est une espèce d'urodèles de la famille des Hynobiidae.

## Répartition
Cette espèce est endémique du Guangxi en République populaire de Chine. Elle se rencontre dans le xian de Xing'an dans la préfecture de Guilin à 2 015 m d'altitude sur le mont Maoer.

## Description
Les mâles mesurent de 81,9 à 91 mm sans la queue et de 152,3 à 160,2 mm de longueur totale{ et les femelles de 76,5 à 83,6 mm sans la queue et de 136,1 à 155,2 mm de longueur totale.

## Étymologie
Son nom d'espèce, composé de maoershan et du suffixe latin -ensis, « qui vit dans, qui habite », lui a été donné en référence au lieu de sa découverte, le mont Maoer (Maoershan).

## Publication originale
- Zhou, Jiang & Jiang, 2006 : A new species of the genus Hynobius from Guangxi Zhuang Autonomous Region, China (Caudata, Hynobiidae). Acta Zootaxonomica Sinica, vol. 31, p. 670-674.